# Gunnar Samuelsson
Gunnar Samuelsson ( * 1885 - 1944 ) fue un botánico sueco, que realizó expediciones botánicas a Marruecos, y a Argelia.

## Honores

### Epónimos
- (Acanthaceae) Samuelssonia Urb. & Ekman[2]

- La abreviatura «Sam.» se emplea para indicar a Gunnar Samuelsson como autoridad en la descripción y clasificación científica de los vegetales.[3]